# Фотије Кијевски
Свети Фотије је руски патријарх и светитељ из XIV века. Његово звање је било митрополит кијевски и све Русије, али се у руској цркви назива и патријархом.

## Биографија
Рођен је у Грчкој, у граду Монемвасија. Од своје младости посветио се изучавању Јеванђеља под духовном вођством монаха Акакија, који ће касније бити изабран за митрополита Монемвасијског). Године 1408. Фотије одлази у Цариград, у време када патријарх цариградски тражи некога ко би заменио Светог Кипријана, митрополита Кијевског након његове смрти. Дана 2. септембра 1408. Фотије је изабран за митрополита кијевског.
Дана 1. септембра 1409. одлази у Кијев, а 22. априла 1410. премешта седиште митрополије у Москву. Фотије је успео да поврати јединство Руске цркве, вративши у под њено окриље некадашњу Литванску митрополију 1420. године.
Умро је 1431. године. Сахрањен је у Кремљу у Саборном храму Успења.
Православна црква прославља светог Фотија 2. јула и 27. маја по јулијанском календару.